# دي ويت سي. بادغر
دي ويت سي. بادغر هو محامي وقاضي وسياسي أمريكي، ولد في 7 أغسطس 1858 في لندن في الولايات المتحدة، وتوفي في 20 مايو 1926 في كولومبوس في الولايات المتحدة. نشط حزبياً في الحزب الديمقراطي. وقد انتخب عضو مجلس النواب الأمريكي ‏.